# Деркач Олег Михайлович
Олег Михайлович Деркач (нар. 29 січня 1961) — український природоохоронець.

## Біографічні відомості
Народився 29 січня 1961 року в родині педагогів, на Тернопільщині. Закінчив Одеський державний університет ім. І. І. Мечникова за спеціальністю «Біологія» (1983). Протягом 1983–2009 років був на педагогічній роботі, спочатку працював викладачем Миколаївського державного педагогічного інституту, потім — старшим викладачем і доцентом Миколаївського державного університету імені В. О. Сухомлинського.
Сьогодні Олег Михайлович — завідувач наукового відділу Регіонального ландшафтного парку «Тилігульський».
Одночасно, починаючи з 2003 року, Олег Михайлович — директор Південної філії Інституту екології НЕЦ України.

## Головні доробки
Основні зусилля і здобутки в царині природоохорони пов'язані з проблемами збереження біологічного і ландшафтного різноманіття, розвитком екологічної освіти та екотуризму.
Спільно з Сергієм Таращуком та іншими колегами по НЕЦ України став одним з ініціаторів та розробником планів організації трьох регіональних ландшафтних парків («Кінбурнська коса», «Гранітно-степове Побужжя», «Тилігульський»), одного природного заповідника («Єланецький степ») та двох національних природних парків («Бузький Гард» та «Білобережжя Святослава»).
Олег Михайлович — автор понад 60 наукових праць, координатор та керівник низки екологічних проектів.
З юнацьких років захоплюється Фотографією, і накопичив архів з понад 7000 фото. У зв'язку із цим один з основних напрямків його діяльності, окрім власне природоохорони, — прикладна наукова фотографія.

## Визнання
Лауреат 2008 року в номінації «Наука і вища школа» конкурсу Городянин року (Миколаїв).
2000 року — лауреат Європейського конкурсу імені Генрі Форда за збереження довкілля.
2010 року отримав звання «Заслужений природоохоронець України».